# Marguerite Stuart (née vers 1455)
Pour les articles homonymes, voir Marguerite d'Écosse.
Marguerite Stuart (1455 - ?) est la fille cadette de Jacques II d'Écosse et de Marie d'Egmont. Un temps fiancée au prince de Galles lancastrien, Marguerite devient la maîtresse de William Crichton, 3e Lord Crichton (un ennemi de son frère, Jacques III), et la mère de sa fille illégitime, Marguerite Crichton, plus tard comtesse de Rothes, et possiblement de son fils, James Crichton, ancêtre des vicomtes de Frendraught. Marguerite et Lord Crichton se sont peut-être mariés après la mort de son épouse.

## Famille
Marguerite nait entre 1453 et 1460, en Écosse, fille de Jacques II d'Écosse et de Marie d'Egmont. Elle a cinq frères et sœurs, dont Jacques III, qui monte sur le trône écossais en 1460 après la mort accidentelle de leur père, atteint par des éclats de canon. Sa mère décède en 1463, la laissant orpheline à moins de dix ans.

## Négociations de mariage
Pendant la Guerre des Deux-Roses, Marguerite est brièvement fiancée à Edouard de Westminster, prince de Galles, fils unique d'Henri VI d'Angleterre et de Marguerite d'Anjou. Cependant, l'engagement est annulé par sa mère en raison de la pression politique d'Edouard IV d'Angleterre et de Philippe le Bon. Mais les perspectives d'un mariage anglais n'ont pas disparues, et son frère Jacques III est particulièrement désireux de conclure un accord. En 1476, elle est donc proposée comme seconde épouse à George Plantagenêt, et elle devait ensuite être mariée à Anthony Woodville, beau-frère d'Edouard IV ; mais aucune de ces alliances n'a lieu.

## Biographie
William Crichton, 3e lord Crichton d'Auchingoul (petit-fils du lord chancelier Crichton) aurait "délibérément débauché Marguerite", la sœur préférée de Jacques III, après avoir découvert que sa femme a été séduite par le roi. Quelle que soit la véracité de cette histoire, Marguerite devient la maîtresse de Lord Crichton, ce qui conduit à sa réputation d'immoralité et de corruption. Leur fille illégitime, également nommée Marguerite, nait entre 1478 et 1485 et grandit à la cour royale. Elle a peut-être aussi un fils, James Crichton, qui épouse Catherine Borthwick, la fille aînée de William, Lord Borthwick ; cependant, James aurait pu être le fils de la femme de Lord Crichton.
Lord Crichton rejoint le frère de Marguerite, Alexandre Stuart, duc d'Albany, dans sa rébellion contre leur impopulaire frère aîné. Au nom du duc, Lord Crichton arme son château "très ancien et magnifique" de Crichton. Ses terres et ses titres sont confisqués par le Parlement d'Écosse en 1484, quand le duc d'Albany est condamné pour trahison. Son château est accordé à un serviteur de Jacques III, John Ramsay de Balmain.
Selon l'historien George Buchanan (qui fut « toujours hostile » aux Stuart), Marguerite avait une relation incestueuse avec son frère le roi. Cependant, le plus récent biographe de Jacques III, Norman MacDougall, a fermement rejeté cette affirmation au motif que la rumeur ne semble provenir que des tensions politiques du règne de Jacques et de sa descendante Marie Ire, dans une tentative de noircir la réputation de la dynastie Stuart. Bien qu'elle ne soit évoquée par ses contemporains, les écrivains ultérieurs étaient antipathiques dans leurs descriptions de la princesse, en particulier les écrivains du XIXe siècle. John Riddell l'a décrite comme « une personne, bien que jeune et belle, de caractère dépravé, étant même accusée de trop de familiarité avec son propre frère ». Balfour-Paul a lui déclaré que Marguerite était « une princesse d'une grande beauté, mais d'une réputation plus que légère ».
Walter Scott écrit : 
Après avoir armé son château et fui vers l'Angleterre, William, le seigneur héréditaire de Crichton, se languit en exil, dont il aurait été rappelé dans les circonstances suivantes : La Dame de Crichton, dit Buchanan, est décédée peu de temps après la fuite de son mari vers l'Angleterre; et le roi, désireux de cacher la honte de sa sœur préférée, qui était presque devenue hystérique par la perte de son amant, a rappelé Crichton du bannissement, à condition qu'il épouse la princesse Marguerite. Ils se sont mariés en conséquence, et Crichton semble avoir obtenu la restitution de la part de sa fortune qui lui vient par sa mère, à savoir la baronnie de Frendraught, dans le Nord, qui devint à partir de ce moment sa résidence, et celle de ses successeurs. Crichton s'est réconcilié avec le roi, et s'est présenté à Inverness, au cours d'une expédition que Jacques a fait vers le Nord près de la fin de son règne. Il nourrissait donc l'espoir d'obtenir une grâce complète, mais aucun des beaux-frères n'a longtemps survécu à l'entretien. Crichton est décédé à Inverness, où, selon Buchanan, son monument existait à l'époque de l'historien. Il semble incertain si le fils qui a survécu à William Lord Crichton était l'enfant de la princesse Marguerite ; mais il a laissé une fille, leur descendance incontestable, qui est devenue comtesse de Rothes.
Si le récit de Scott est exact, Marguerite, Lady Crichton, a peut-être passé le reste de sa vie en la résidence de Crichton "dans le Nord", dans la baronnie de Frendraught. Cependant, il est connu que Marguerite a séjourné au prieuré d'Elcho près de Perth en 1489 et y est restée pendant quelques années sous le règne de son neveu Jacques IV, les livres de comptes indiquant des dépenses fréquents pour des «fournitures pour la Lady Marguerite" dont, en particulier, pour "une nouvelle robe pour la lady à Elquo."

## Descendance

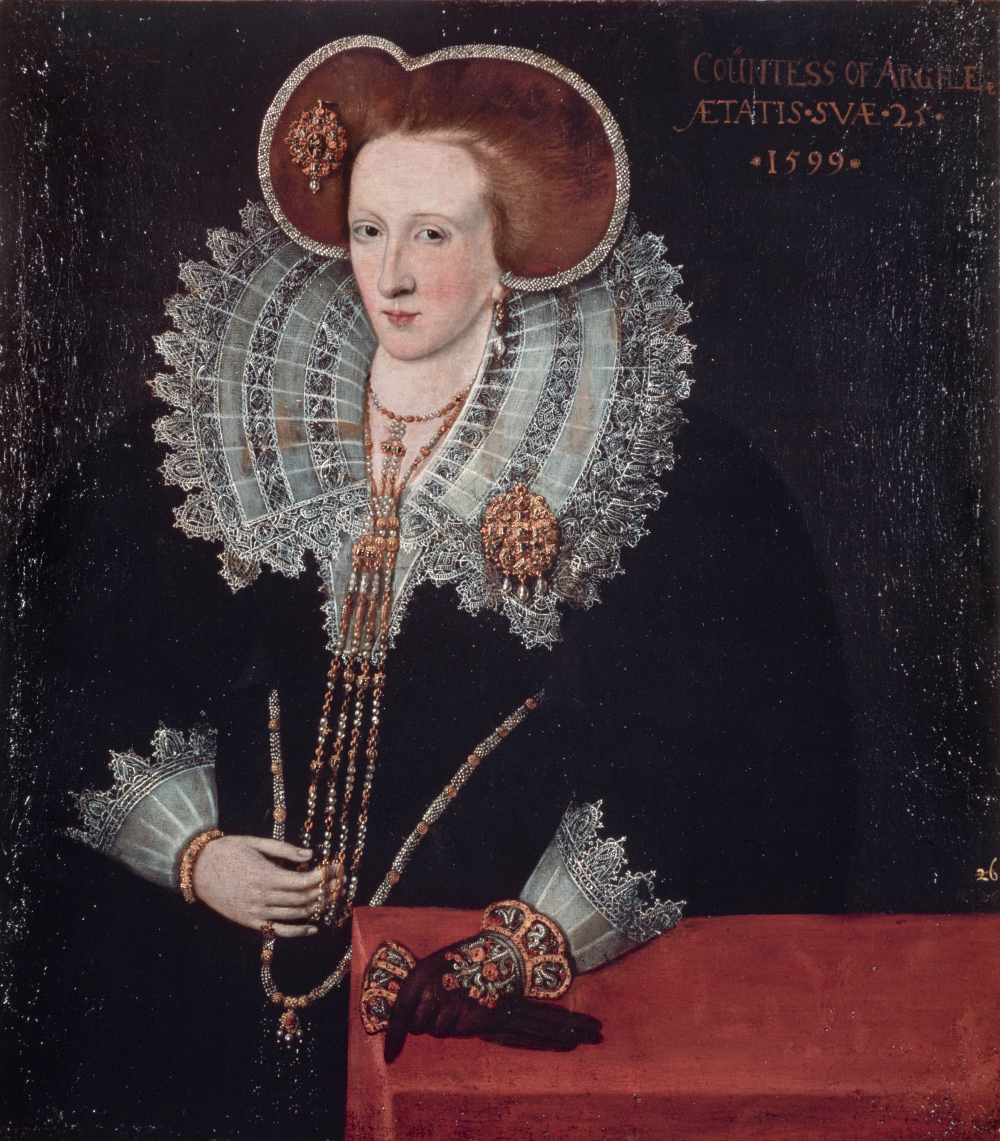
Son arrière-petite-fille, Lady Agnes Douglas, en 1599

Sa fille, Marguerite Crichton, a peut-être quatre filles de son troisième mari, George Leslie, 4e comte de Rothes, ambassadeur au Danemark (qu'elle a épousé deux fois), dont Agnes Leslie, comtesse de Morton, et deux fils, William Rothes et Norman Leslie, seigneur de Rothes, dont les droits de succession ont été perdus après avoir été impliqués dans le meurtre du cardinal Beaton en 1546. Leur père, le 4e comte de Rothes, est jugé et acquitté pour le même crime. Cependant, la mère de ces enfants aurait pu être une autre épouse de Rothes. Leur fils, Robert Leslie d'Ardersier, reçoit la succession de Findrassie. Il épouse Janet, fille du second Lord Elphinstone et fonde la lignée de Findrassie dont les filles des deuxième et troisième lairds, tous deux également nommés Robert, épousent Gordon des baronnets Embo.
La petite-fille possible de Marguerite, Marguerite Leslie, épouse Archibald Douglas, 8e comte d'Angus en 1575 et en divorce en 1587, probablement à cause de son infertilité supposée (il se remarie deux semaines plus tard). Une autre petite-fille, Lady Helen Leslie, a plusieurs enfants avec Mark Kerr, abbé de Newbattle, dont Mark Kerr, 1er comte de Lothian.